# Самаритэн (санитарная машина)
FV104 Самаритэн — британская санитарная машина, поступившая на вооружение в 1976 году. Является представителем семейства CVR(T). Всего произведено 101 бронемашины.

## Конструкция
FV104 может перевозить до 6 раненых и 3 медицинские носилки. Вход в машину осуществляется с помощью широкой двери в задней части корпуса. Бронемашина вооружения не имеет, но оснащена 4 дымовыми гранатомётами.

## Передвижение
Самаритэн имеет 6-цилиндровый дизельный двигатель Cummins BTA  мощностью 195 л.с, который позволяет разгоняться до 72 км/ч. Запас хода составляет 483 км.

## Галерея

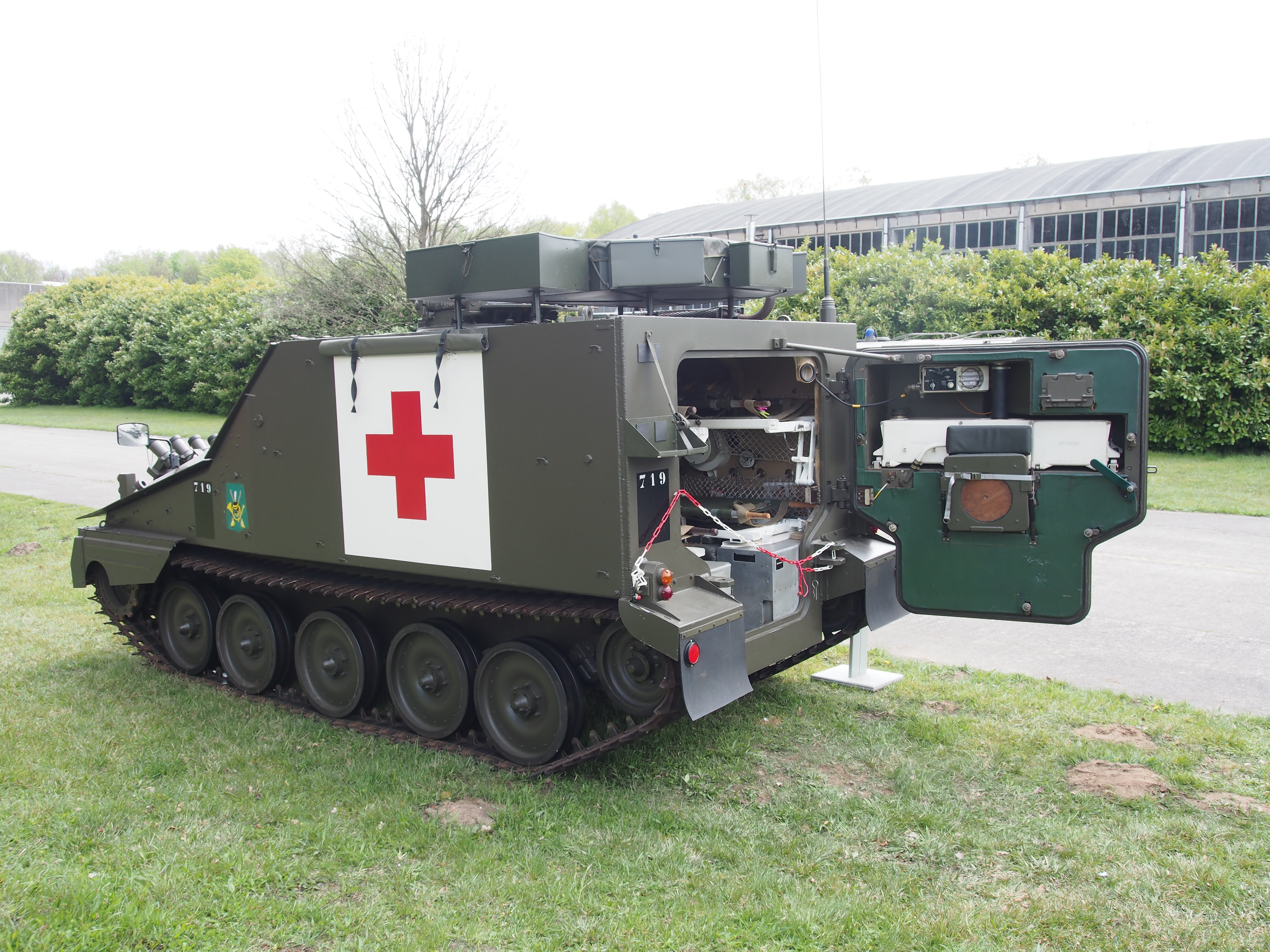
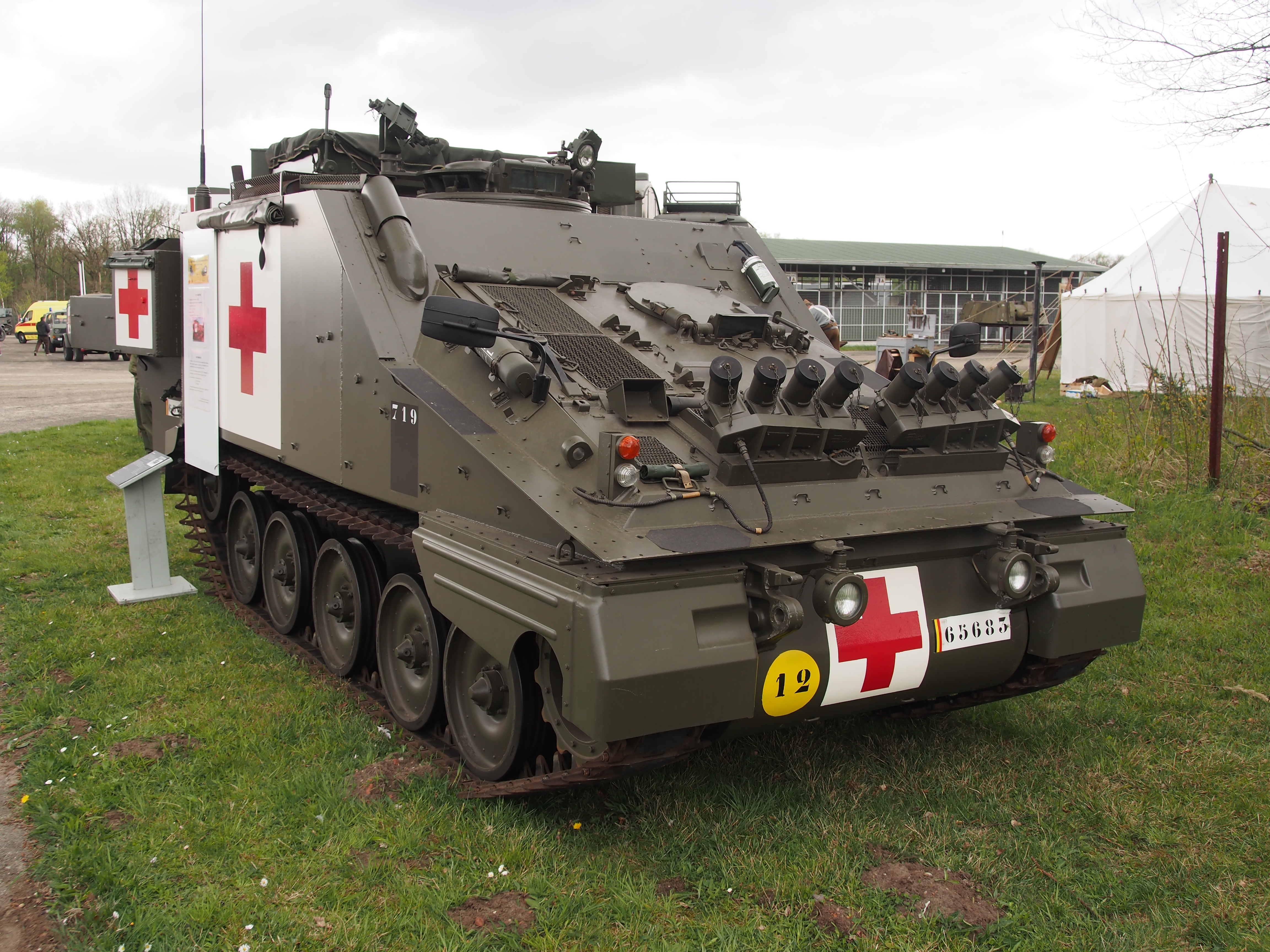
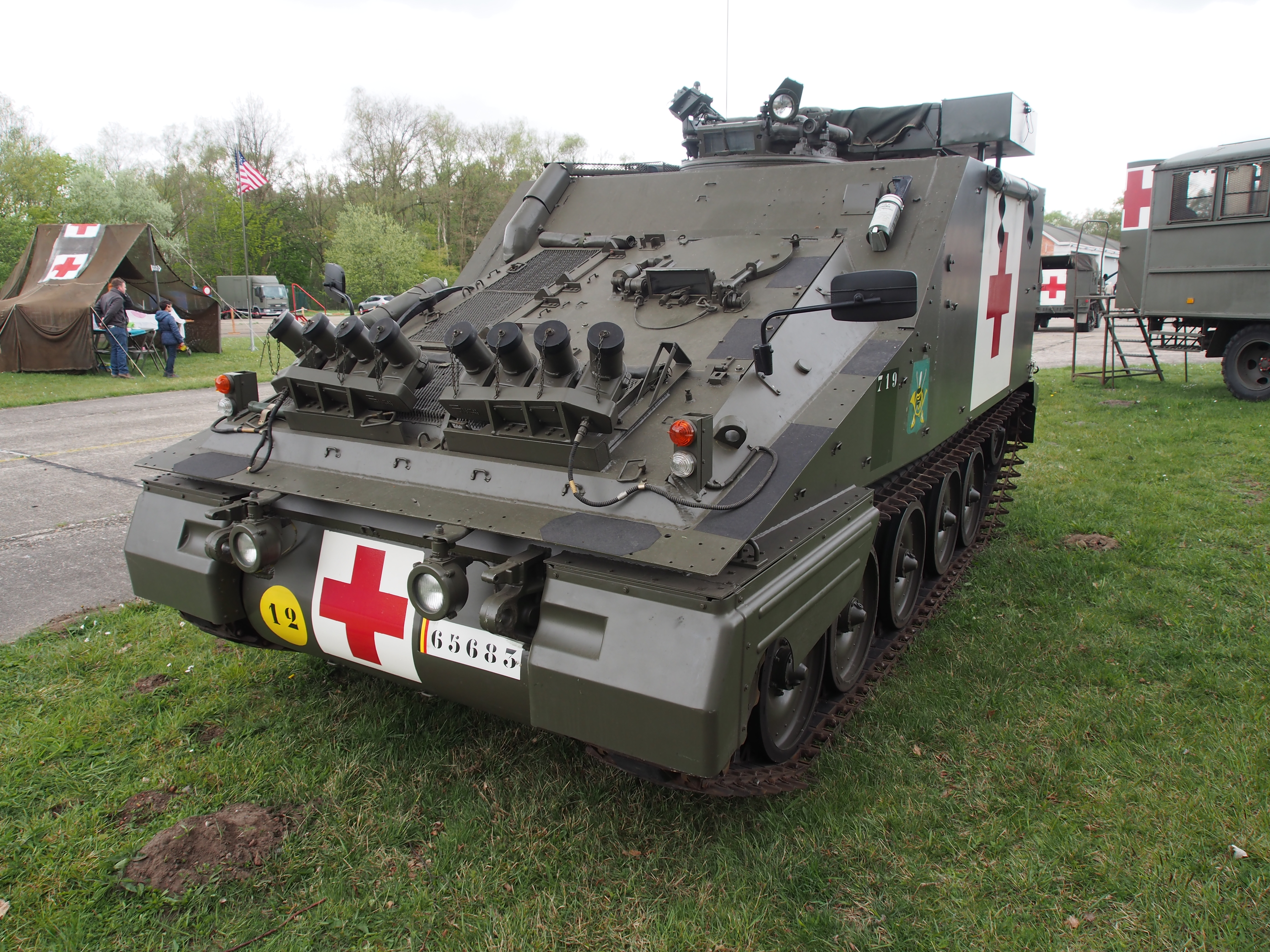
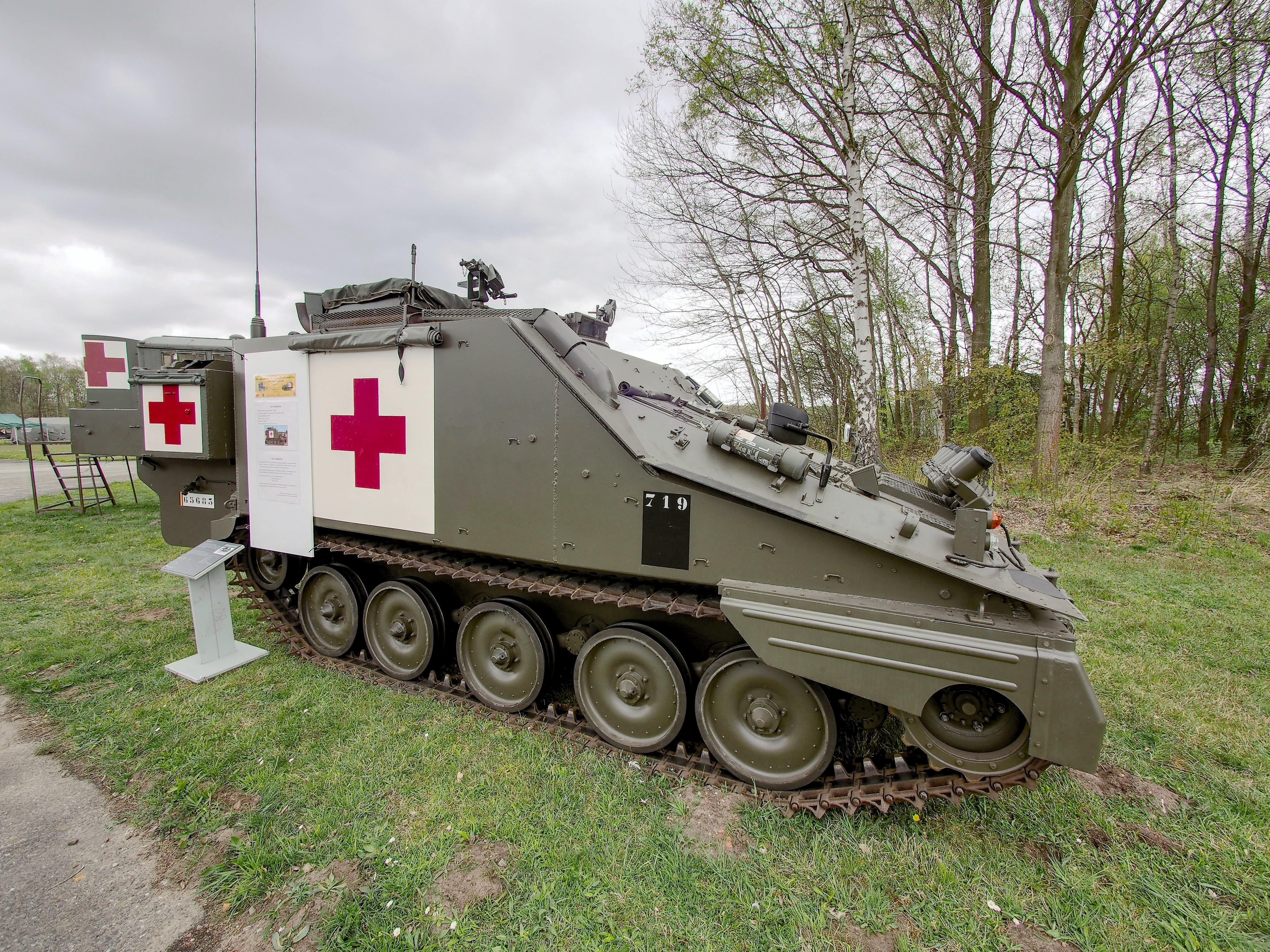
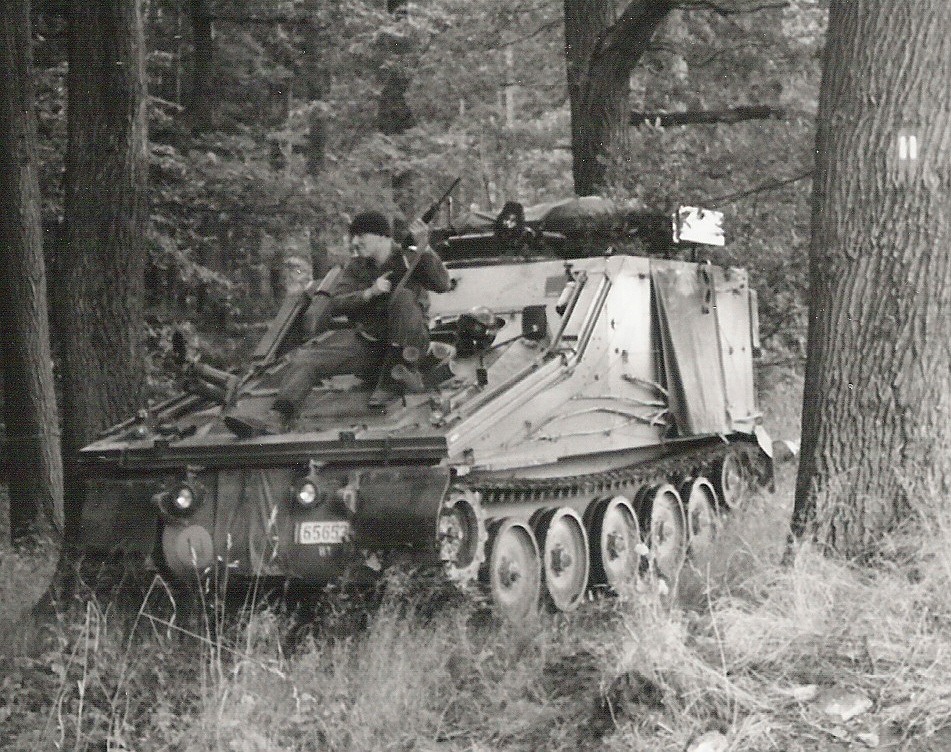
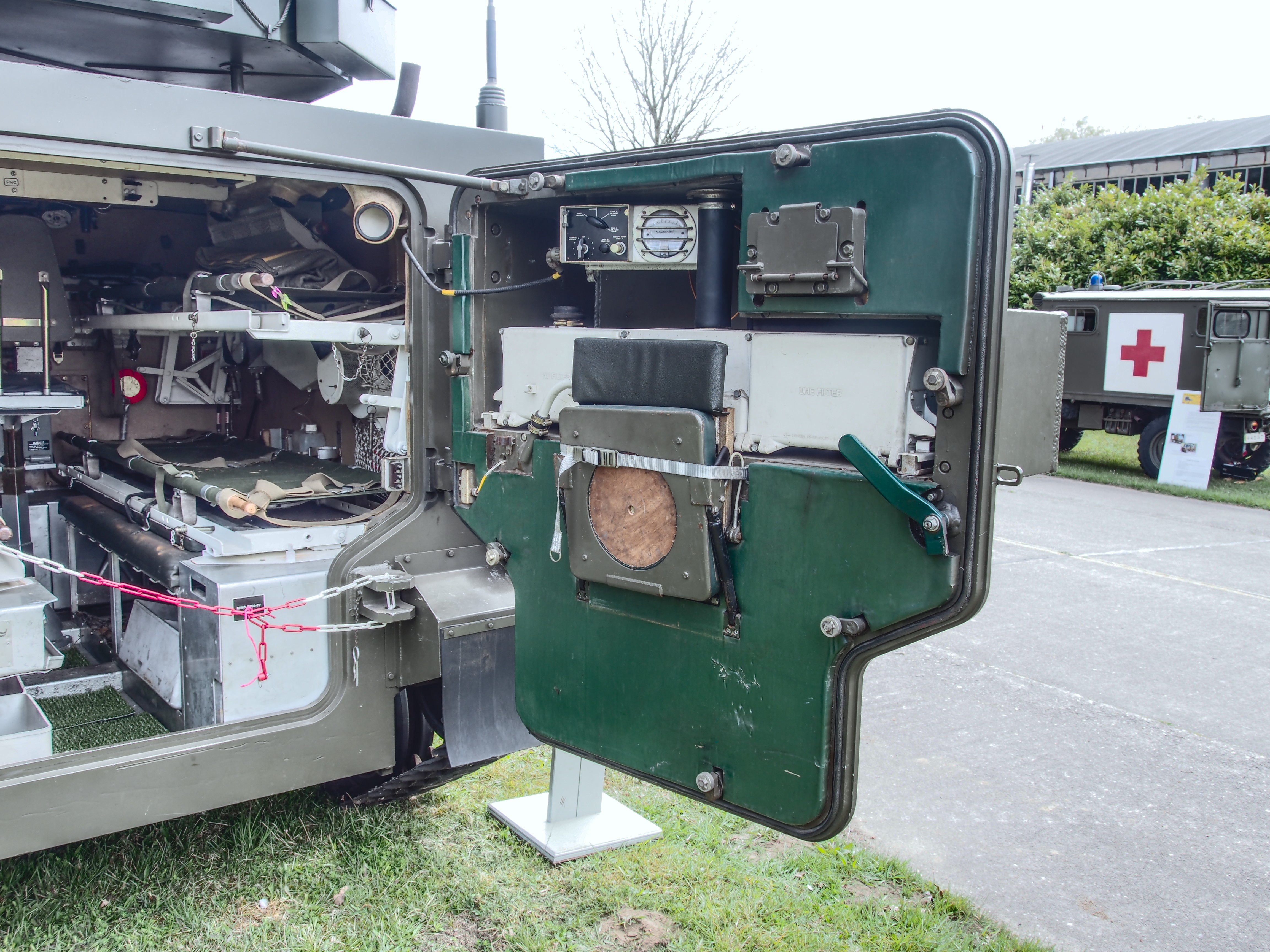